# Dawid Sfard
Dawid Sfard, jid. ‏דוד ספֿאַרד‎ Dowid Sfard (ur. 15 stycznia 1903 w Mielnicy, zm. 9 września 1981 w Jerozolimie) – żydowski poeta i prozaik, tworzący w języku jidysz, przez większość życia związany z Polską.

## Życiorys
Urodził się w Mielnicy na Wołyniu, w rodzinie rabinackiej jako syn Lejba. Uczył się w hebrajsko-polskiej szkole średniej w Kowlu i następne w Łucku, gdzie zdał maturę.
W 1924 przyjechał do Warszawy, gdzie podjął studia na Wydziale Filozofii Uniwersytetu Warszawskiego, które ukończył w 1928. W tym czasie pracował także jako redaktor pisma „Frajnd”. Publikował wiersze i prozę w języku jidysz i hebrajskim, z których te w drugim języku ukazały się w Palestynie. W latach 1928–1931 studiował na uniwersytecie w Nancy, gdzie uzyskał stopień doktora z zakresu filozofii, a jego rozprawa poświęcona została Georgowi Wilhelmowi Friedrichowi Heglowi. W 1932 wrócił do Warszawy i zaangażował się w działalność komunistyczną. W 1933 wstąpił do Komunistycznej Partii Polski. Był sekretarzem organizacji partyjnej przy Związku Literatów Żydowskich.
Podczas II wojny światowej przebywał w Związku Radzieckim. W latach 1939–1941 był wiceprzewodniczącym białostockiego oddziału Związku Pisarzy Radzieckich oraz pracował w redakcji gazety „Belostoker Sztern”, gdzie zajmował się krytyką literacką i teatralną. Po ataku III Rzeszy na ZSRR w czerwcu 1941 został ewakuowany do Kazachstanu. W 1944 został sprowadzony do Moskwy, gdzie wszedł w skład prezydium Związku Patriotów Polskich. Był także sekretarzem Komitetu Organizacyjnego Żydów Polskich. Od marca do października 1946 kierował organizacją repatriacji polskich Żydów.
Do Polski powrócił jako repatriant w październiku 1946. Był członkiem Centralnego Komitetu Żydów Polskich, wiceprzewodniczącym Związku Literatów i Dziennikarzy Żydowskich, sekretarzem generalnym Żydowskiego Towarzystwa Kultury oraz redaktorem pisma literackiego „Jidisze Szriftn”. Od 1950 zasiadał w zarządzie głównym Towarzystwa Społeczno-Kulturalnego Żydów w Polsce, pełniąc funkcję sekretarza generalnego. Był także kierownikiem literackim wydawnictwa Idisz Buch. 
W styczniu 1969 po antysemickiej nagonce, która była następstwem wydarzeń marcowych, wyemigrował do Izraela. Osiadł w Jerozolimie, gdzie zmarł i został pochowany. Jego żona Regina Dreyer-Sfard, była profesorem historii i teorii filmu. Miał z nią jednego syna – Leona, żonatego z Anną Bauman, córką Zygmunta.
W 2009 Joanna Nalewajko-Kulikov opublikowała biografię Dawida Sfarda pod tytułem Obywatel Jidyszlandu. Rzecz o żydowskich komunistach w Polsce.

## Twórczość
Dawid Sfard wydał cztery tomiki poezji, dzieła prozatorskie i krytycznoliterackie. „W wierszach poruszał głównie problemy społeczne oraz postulował konieczność rewolucji proletariackiej, w prozie natomiast opisywał kształtowanie się świadomości rewolucyjnej wśród drobnoburżuazyjnej młodzieży na Ukrainie Zachodniej w okresie międzywojennym”. Po wybuchu wojny skupiał się na przygotowaniu zbioru wierszy przedstawiających nową, świetlaną rzeczywistość sowiecką, ale pod koniec życia zerwał z komunizmem, a w swojej poezji skupił się na wątkach metafizycznych oraz losach polskich Żydów.

## Ordery i odznaczenia
- Krzyż Kawalerski Orderu Odrodzenia Polski (14 lipca 1954)[5]
- Złoty Krzyż Zasługi (11 lipca 1946)[6]
- Medal 10-lecia Polski Ludowej (19 stycznia 1955)[7]